# Kari Bremnes
Kari Bremnes (Svolvær op Lofoten, 9 december, 1956) is een Noorse zangeres en componist. Ze is vooral bekend als zangeres van ballades en liederen die in Noord-Europa bekendstaan als viser.
Kari Bremnes groeide op op de Lofoten. Ze ging zich pas met muziek bezighouden, nadat ze in 1977 vertrokken was naar Oslo om daar te studeren en te werken. Ze volgde een studie Noorse taal en cultuur aan de Universiteit van Oslo. Na haar studie werkte ze een aantal jaren als journalist bij onder meer Aftenposten, totdat ze in 1986 volledig voor de muziek koos.
Haar eerste album Folk i husan bracht ze uit in 1980 samen met haar broer Ola. In hetzelfde jaar nam ze deel aan de Melodi Grand Prix met het lied Romantikk. Haar doorbraak kwam in 1987, met haar eerste soloalbum Mitt ville hjerte, waar ze de Spellemannprisen voor ontving.
Sindsdien heeft zij een lange lijst aan albums uitgebracht, deels solo, maar ook vaak samen met anderen. Naast haar broer Ola werkte ze ook samen met haar jongere broer Lars en met Noorse grootheden als Lars Klevstrand, Ole Paus en Mari Boine. Ze maakte meerdere buitenlandse tournees en heeft met name in Duitsland een grote schare fans.
In een documentaire op de Noorse zender TV 2 in het najaar van 2013 vertelde ze dat ze al 20 jaar leeft met kanker en dat ze bang is dat de ziekte terugkomt.

## Discografie

### Solo
- Mitt ville hjerte (1987)
- Blå krukke (1989)
- Spor (1991)
- Løsrivelse (1993)
- Gåte ved Gåte (1994)
- Erindring (1995) (verzamelalbum 1987-94)
- Månestein (1997)
- Svarta Bjørn (1998)
- Norwegian Mood (2000)
- 11 ubesvarte anrop (2002)
- You'd Have to Be Here (2003)
- Over en by (2005)
- Kari Bremnes live (2007)
- Ly (2009)
- Fantastisk allerede (2010)
- Og så kom resten av livet (2012)
- Det Vi Har (Wat we hebben)(2017)
- Ennu her (2024)

### Met anderen
- Folk i husan (1980) met Ola Bremnes
- Stiftelsens fristelser (1981) met diverse artiesten
- Tid å hausta inn (1983, heruitgave 2001) met Lars Klevstrand
- Mit navn er Petter Dass (1984) met Ola Bremnes
- Våre beste barnesanger (1987)
- Salmer på veien hjem (1991) met Ole Paus en Mari Boine Persen
- Ord fra en fjord (1992) met Ola en Lars Bremnes
- Folk i husan (1993) met Ola Bremnes en Stiftelsen (verzamelalbum)
- Hadde månen en søster - Cohen på norsk (1993) diverse artiesten
- Løsrivelse (1998) met Ketil Bjørnstad
- The Man From God Knows Where (1999) met onder andere Tom Russell
- Soløye (2000) met Ola en Lars Bremnes
- Desemberbarn (2001) met Rikard Wolff
- Voggesanger fra ondskapens akse (2003) met Eva Dahlgren en Anisette Koppel
- Lullabies From the Axis of Evil (2004) met diverse artiesten waaronder Rim Banna
- Sunrise (2013) met Ketil Bjørnstad